# Phoradendron decrescens
Phoradendron decrescens är en sandelträdsväxtart som beskrevs av Kuijt. Phoradendron decrescens ingår i släktet Phoradendron och familjen sandelträdsväxter. Inga underarter finns listade i Catalogue of Life.